# 소브린 (영국 주화)
소브린(sovereign)은 1 파운드 스털링의 가치를 가진 영국의 금화이다. 1817년부터 지금까지 발행되고 있으며 원래는 영국과 전세계에서 사용 가능한 통용 주화였으나, 현재는 지금형 주화(地金型 鑄貨)로 발행되며 가끔은 귀금속으로 장식된다. 최근 몇 년간 주화의 뒷면에는 성 게오르기오스와 용 도안이 새겨져 있으며, 도안가 베네데토 피스트루치의 이니셜(B P)을 연도의 오른쪽에 볼 수 있다.
소브린은 1603년에 마지막으로 주조되었던 잉글랜드 소브린 금화에서 이름을 따왔으며, 1816년 주화 대개주(改鑄)의 일환으로서 등장하였다. 의회의 많은 이들은 당대까지 21실링 가치의 기니 주화 (1.05파운드)보다도 1파운드 주화가 주조되어야 한다고 생각하였다. 조폐국장 윌리엄 웰즐리 폴은 피스투루치로부터 새 주화 도안을 받았는데, 이 도안은 다른 금화에서도 사용되었다. 처음에는 지폐의 편리함에 밀려 대중들이 소브린을 널리 사용하지 않았지만, 1파운드 지폐는 곧 법으로 제한되었다. 지폐와의 경쟁이 끝나자, 소브린은 단지 많이 사용되는 통용 주화가 아닌, 외국 땅에서도 국제 무역에 있어 금의 양이 확실한 금화로 신용받으며 사용되었다.
영국 정부는 국제 무역에서의 소브린 사용을 장려하였고, 왕립 조폐국은 이보다 가벼운 금화를 통용주화로서 찍어내지 않게 되었다. 1850년부터 1932년까지 소브린은 처움에는 호주, 이후로는 캐나다, 남아프리카, 인도와 같은 식민지 조폐국에서도 주조되었다. 2013년부터는 지역 시장을 위해 (영국 왕립 조폐국에서 주조되는 것과 함께) 인도에서 다시 주조되고 있기도 하다. 호주에서 주조된 소브린 금화는 처음에는 지역 고유의 도안을 썼으나, 1887년부터 모든 소브린 금화는 피스트루치의 성 게오르기오스와 용 도안을 사용하였다. 많은 소브린 금화가 호주에서 주조되었는데, 1900년에는 영국에서 볼 수 있는 소브린 금화의 40퍼센트 가까이가 호주에서 주조되었다.
1914년 제1차 세계 대전의 시작과 함께, 소브린은 영국의 통용 주화에서 사라졌으며, 종이 화폐로 대체되었고 전쟁이 끝났음에도 통용 주화로 돌아오지 않았는데, 1932년까지 식민지 조폐국에서 계속 주조하기는 하였다. 소브린 금화는 중동에서 계속 사용되었고, 1950년대에는 발행 요청이 늘어서 종국에는 왕립 조폐국이 1957년 새 소브린 금화를 발행하겠다고 답하게 되었다. 이 때부터 소브린 금화는 지금형 주화로 발행되었으며, 1979년부터는 수집용으로도 발행되었다. 소브린은 더 이상 통용 주화는 아니지만, 영국에서 여전히 법적 통화로 기능한다.

## 배경과 허가

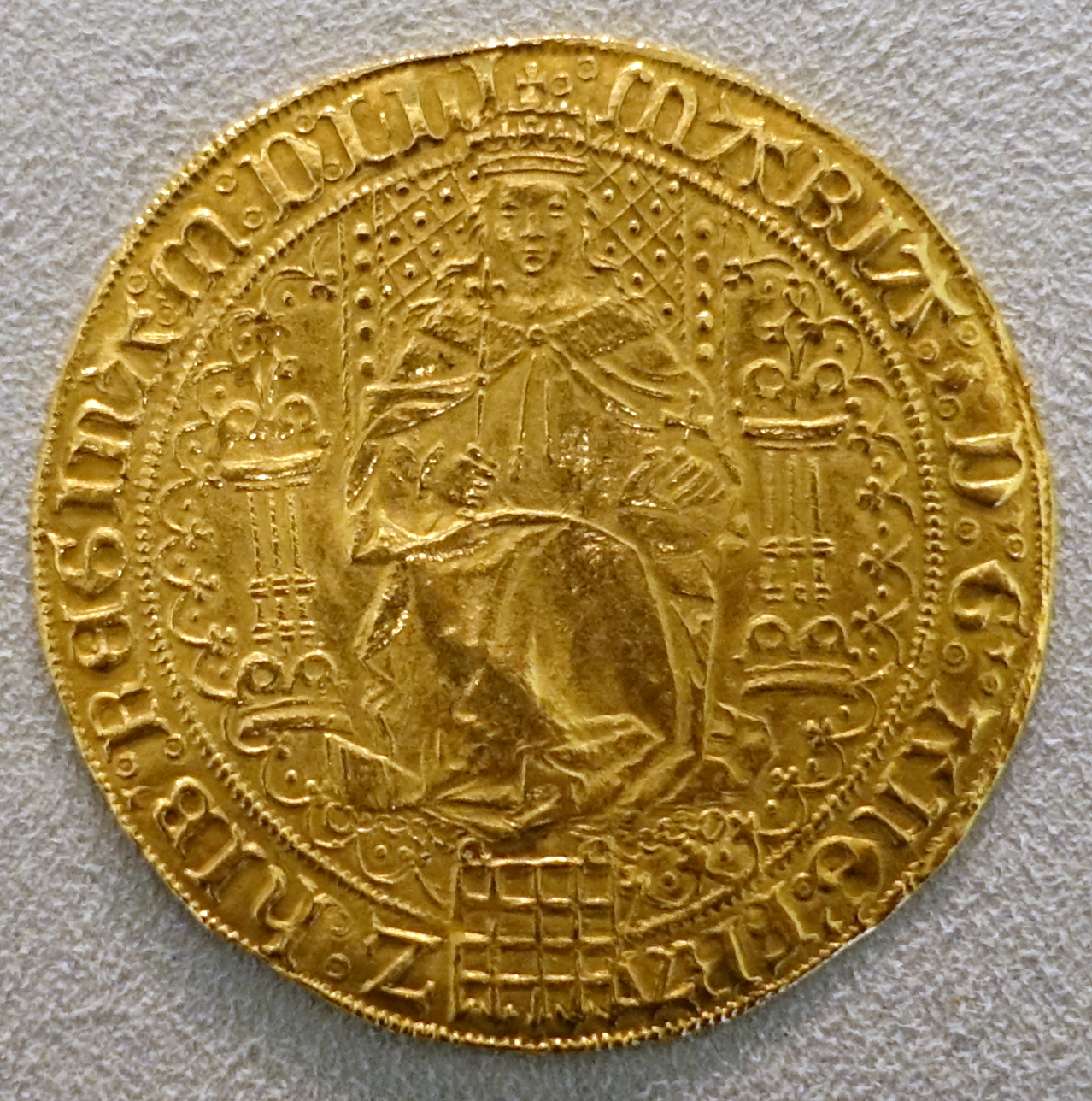
메리 1세 소브린, 1553년경.

이전에도 소브린으로 불린 잉글랜드의 주화가 있었으니, 바로 1489년 헨리 7세가 처음으로 허가를 내린 주화이다. 이 주화는 지름 42mm, 무게 15.55g으로 기존 금화이던 라이얼(ryal)의 두 배 가까이 되었다. 이 새 주화는 1480년대 서아프리카로부터 유럽에 많은 금이 밀려들자 그에 따른 결과로 발행된 것인데, 헨리 7세는 처음에는 이 주화를 더블 라이얼이라 불렀으나, 얼마 안되어 이름을 소브린으로 바꾸었다. 통용하여 실제 사용하기에는 값어치가 너무 많이 나가던 이 원조 소브린은 고관들에게 수여하는 용도로 쓰였다.
잉글랜드 소브린은 1파운드의 가치를 지닌 주화로는 16세기 왕실에 의하여 주조되었는데, 크기와 순도가 자주 바뀌었다. 1603년 잉글랜드 왕위에 오른 제임스 1세는 왕위에 오른 첫 해에 소브린을 발행하였으나, 다음 해에 그레이트 브리튼, 프랑스, 아일랜드의 왕을 자칭하고 얼마 안되어 새 20실링 짜리 주화를 발행하겠다고 공표하였다. 마지막 소브린 주화보다 10퍼센트가량 가벼워진 새 주화는 유나이트(unite)로 불렸는데, 제임스 1세가 스코틀랜드와 잉글랜드 왕위를 합친 것을 상징하였다.
1660년대, 찰스 2세의 복위와 왕립 조폐국의 기계화에 뒤이어 새 20실링 금화가 발행되었다. 이 금화는 처음에는 고유 명칭이 없었으나 얼마 지나지 않아 대중들은 이를 기니(guinea)라고 불렀고, 이 명칭이 받아들여졌다. 당대 주화들은 주화에 들어간 귀금속으로 가치가 정해졌는데, 기니가 발행되고 얼마 안되어 은 대비 금의 가격은 상승하였다. 이 결과로 기니 금화는 21실링으로, 혹은 6펜스를 더 얹어서 거래되었다. 상업쪽에서 기니 금화가 이렇듯 인기를 끌자, 정부는 1717년 기니 금화의 가치를 은 21실링으로 정하였으며, 비록 실질적으로는 아니었으나, 동전 가치는 하향되었다. 주화를 일컫는 의미로서의 용어, 소브린은 점점 사용되지 않게 되었는데, 1750년대에 집필된 새뮤얼 존슨의 사전에서는 앞서 언급한 용례로 수록되지 않았다.
영국 경제는 나폴레옹 전쟁으로 인하여 혼란스러웠고, 금은 시장에 나오지 않고 비축되었다. 무역을 계속 하게끔 하고자 1파운드 지폐가 발행되었다. 대중들은 21실링이라는 이상한 값어치를 지닌 기니 주화보다 더 편리한 지폐를 더 선호하기 시작하였다. 전쟁이 끝나고 의회는 1816년 화폐 주조법을 통하여 영국에 공식적으로 금본위제를 도입하였으며, 파운드는 정해진 금 가치로 명시되었다. 거의 대부분의 의원들은 기니를 계속 사용하는 것보다, 20실링의 가치를 지닐 주화를 발행하기를 지지하였다. 그렇지만 화폐 주조법은 조폐국이 무슨 주화를 발행해야 할지 명확히 정하지 않았다. 추밀원은 10실링, 20실링, 2파운드, 5파운드의 금화를 발행할 것을 권하였으며 이는 섭정이었던 조지 왕자에 의하여 1816년 8월 3일 수용되었다. 이 중 20실링 어치 금화는 예전 금화의 이름에서 따온 소브린으로 명명되었다. 이는 아마도 화폐 수집에 취미를 가진 이들이 발의하였을 것이다.

## 창안

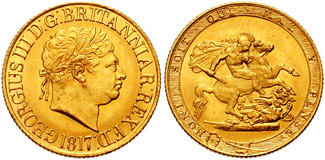
1817년 조지 3세 소브린.

웰링턴 공작의 형, 윌리엄 웰즐리 폴은 1812년 왕립 조폐국을 개혁할 권한을 지닌 조폐국장(당대 차관급)에 임명되었다. 폴은 남아있는 기니 금화의 양이 많고 이를 소브린으로 교체하기에는 많은 노동력이 필요하다는 이유로, 기니 금화를 계속 사용하기를 원했다. 하지만 사용이 중지 되었다.

## 통용 시기 (1817-1914)

### 빅토리아 시대
빅토리아 여왕이 1837년 왕위에 오르자, 영국과 하노버 사이의 동군 연합은 여성을 왕위에 오를 수 없게 한 하노버의 살리카법으로 인하여 막을 내렸다. 이로 인하여 두 국가의 소브린 금화는 달라져야 했다. 와이언은 동전 앞면에 새겨진 여왕의 “젊은 머리” 초상을 도안했으며, 멀린은 뒷면에 새겨진, 화환으로 둘러싸인 왕실 문장과 도안하였는데 아마도 다른 부분들도 그가 도안하였을 것이다. 이 새 주화는 1838년 2월 26일 승인되었으며, “뒷면에 방패”가 새겨진 이 소브린은 1838년부터 1874년까지 런던 왕립 조폐국에서 1840년과 1867년의 예외를 제외하고 매년 주조되었다. 1863년과 1874년 사이에 주조된 방패 도안 소브린에는 방패 아래에 작은 숫자들이 적혀있는데, 이는 어떤 화폐 주조 금형이 사용되었는지를 뜻한다. 왜 이 숫자들을 적어놓았는지에 대한 공식 기록은 남아있지 않은 것으로 알려져 있으나, 어떤 금형에서 나온 주화인지 추적하곤 하였다는 것이 널리 알려진 설이다.
1850년에는 그때까지 발행된 9400만 파운드 어치의 소브린과 하프 소브린이 널리 유통되었는데, 소브린이 제국주의 열망을 이루는 데 있어 보조적인 역할을 한다고 본 영국 정부의 지원으로 영국땅을 넘어서까지 돌아다녔다. 금이 연성의 금속인지라, 소브린은 이처럼 무분별하게 유통되면서 시간에 걸쳐 무게가 가벼워지곤 하였다.
소브린 금화는 소설 속에서도 여러 차례 등장하였다. 디킨스의 <올리버 트위스트>에서 범블 부인은 정보를 얻게 되자 소브린 금화 25개를 지불하였다. 조지프 콘라드는 라틴 아메리카를 배경으로 한 소설에서 선장이 소브린 금화를 비축하고 있다고 수 차례 언급한 바 있다. 해외에서 많은 소브린 금화가 동전 재주조를 위해 (특히 스미소니언처럼) 녹아버렸으나 여러 영국 식민지나 브라질, 포르투갈같은 주권국에서는 통용 주화로서 사용되기도 하였다.

## 같이 보기
- 크루거랜드

## 참고 문헌
- 앨런, 제임스 존 컬리모어 (1965). 《대영제국의 소브린 주화Sovereigns of the British Empire》. 런던: 스핑크 & 선, Ltd. OCLC 493287074.
- Celtel, André; Gullbekk, Svein H. (2006). 《The Sovereign and its Golden Antecedents》. Oslo, Norway: Monetarius. ISBN 978-82-996755-6-7.
- Clancy, Kevin (2017). 《A History of the Sovereign: Chief Coin of the World》 seco판. Llantrisant, Wales: Royal Mint Museum. ISBN 978-1-869917-00-5.
- Craig, John (2010). 《The Mint》 paperback판. Cambridge, United Kingdom: Cambridge University Press. ISBN 978-0-521-17077-2.
- Dyer, G.P.; Gaspar, G.P. (1992), 〈Reform, the New Technology and Tower Hill〉, 《A New History of the Royal Mint》, Cambridge, United Kingdom: Cambridge University Press, 398–606쪽, ISBN 978-0-521-24026-0
- Farey, Roderick (September 2014). “Benedetto Pistrucci (1782–1855), Part 1”. 《Coin News》: 51–53.
- Hayter, Henry Heylyn (1891). 《Victorian 연도-Book for 1890–91》 18판. Melbourne: Sands & McDougall Ltd.
- Hubbard, Arnold (2003년 7월 14일). “How George III lost France: Or, Why Concessions Never Make Sense”. 《Electric Review: A High Tory Online Journal of Politics, Art and Literature》. 2008년 12월 5일에 원본 문서에서 보존된 문서.
- Josset, Christopher Robert (1962). 《Money in Britain》. London: Frederick Warne and Co Ltd. OCLC 923302099.
- Keynes, John Maynard (March 1914). “Currency in 1912”. 《The Economic Journal》 (Royal Economic Society) 24 (93): 152–157. doi:10.2307/2221837. JSTOR 2221837.
- Marsh, Michael A. (1996). 《Benedetto Pistrucci: Principal Engraver and Chief Medallist of the Royal Mint, 1783–1855》. Hardwick, Cambridgeshire: Michael A. Marsh (Publications). ISBN 978-0-9506929-2-0.
- Marsh, Michael A. (2017). 《The Gold Sovereign》 revis판. Exeter, Devon: Token Publishing Ltd. ISBN 978-1-908828-36-1.
- Pollard, Graham. 〈Pistrucci, Benedetto〉. 《옥스포드 영국 인명 사전》 온라인판. 옥스포드 대학교 출판부. doi:10.1093/ref:odnb/22314. (Subscription 또는 UK 공공도서관 회원 필수.)
- Rodgers, Kerry (June 2017). “Britain's Gold Sovereign”. 《Coin News》: 43–47.
- Seaby, Peter (1985). 《The Story of British Coinage》. London: B. A. Seaby Ltd. ISBN 978-0-900652-74-5.